# Bofors 37 mm

Bofors 37 mm kanonen var en panserværnskanon, som blev konstrueret af den svenske våbenfabrikant Bofors i begyndelsen af 1930'erne. Den blev bygget på licens i en række lande. Kanonen blev brugt af nogle europæiske lande under 2. Verdenskrig, fortrinsvis i begyndelsen af krigen.

## Udvikling
Kanonen blev oprindelig udviklet af den svenske fabrik Bofors, fortrinsvis til eksport. Den første prototype blev bygget i 1932. Udviklingen fortsatte indtil 1934. Holland var det første land, som købte kanonen (en ordre på 12 stk. blev afgivet i 1935) og de blev fulgt af mange lande. Licensudgaver blev bygget i Danmark, Finland, Holland og Polen.
Kanonløbet var i et stykke, med en halvautomatisk vertikal glideblok og en lille mundingsbremse. Den var monteret på en kanonlavet med delt støtte, som havde affjedring og metalhjul med gummidæk. For at give besætningen nogen beskyttelse mod skydevåben og granatsplinter blev kanonen udstyret med et 5 mm tykt skjold med en udfoldelig nedre plade.

## Anvendelse
Bofors kanonen blev først brugt i kamp under den Spanske borgerkrig, hvor den sagtens kunne gennembryde panseret på datidens lette kampvogne.
De polske kanoner blev brugt under den tyske og den sovjetiske invasion af Polen i 1939. Wołyńska kavaleribrigaden, som var udstyret med Bofors 37 mm panserværnskanoner slog de tyske panserdivisioner i et af de første slag under krigen - slaget ved Mokra. På det tidspunkt bestod de pansrede styrker i Wehrmacht fortrinsvis af lette Panzer I og Panzer II kampvogne, som var sårbare overfor Bofors kanonen. Tidligere modeller af Panzer III og Panzer IV kunne også gennemhulles på afstande op til 500 m. Efter at Polen var blevet besat faldt de fleste af kanonerne i hænderne på de tyske og sovjetiske hære. Våbnet viste sig at være forældet i 1941 under Operation Barbarossa.
Selv om kun en Bofors-kanon kom i kamp under Invasionen af Danmark i 1940, beskadigede den to kampvogne, og skød bælterne af en tredje inden kanonbesætningen blev enten såret eller dræbt da en tysk kampvogn kørte hen over kanonen. Kanonen kan ses på Tøjhusmuseet i København.
Under Vinterkrigen blev de finske kanoner anvendt med held mod sovjetiske kampvogne, såsom T-26, T-28 og BT. Men i Fortsættelseskrigen viste det sig at kanonen ikke kunne bruges mod T-34 og KV så den i stedet brugt som infanteristøtte.
Kanonen blev brugt af de britiske styrker i Felttoget i Nordafrika, hvor den blev brugt i stedet for de 2-punds panserværnskanoner, der var gået tabt efter Slaget om Frankrig. Den blev ofte transporteret rundt på ladet af en lastbil.
Bofors kanoner blev også anvendt under 2. Verdenskrig af Tyskland, Holland, Rumænien, Jugoslavien og Sovjetunionen, men der er ingen detaljerede rapporter om deres brug.

## Opsummering
Da den blev introduceret var Bofors 37 mm panserværnskanon et effektivt våben, som kunne tage kampen om med samtidens kampvogne. Dens præstationer, lette vægt og høje skudfrekvens gjorden den til et populært panserværnsvåben i Europa før krigen. Fremkomsten af bedre pansrede kampvogne i begyndelsen af 2. verdenskrig gjorde kanonen forældet (i lighed med andre tilsvarende, såsom den tyske 3,7 cm PaK 36 og den amerikanske 37 mm Gun M3).

## Ammunition
- Ammunition: Panserbrydende med sporlys, højeksplosiv, brændgranat
- Projektilvægt (AP): 0,70 kg
- Gennemtrængning (AP granat ved anslagsvinkel på 60°):
  - 275 meter: 40 mm
  - 400 meter: 33 mm
  - 550 meter: 30 mm
  - 800 meter: 20 mm
  - 1.100 meters: 15 mm

## Brugere
Danmark: En udgave med en lidt kraftigere undervogn blev fremstillet af Hærens Vaabenarsenal, som 37 mm Fodfolkskanon m1937. I 1945 havde Den Danske Brigade nogle få svenske model 1938 kanoner ved, da de vendte tilbage til Danmark. 

 Finland: Som 37 PstK/36. 114 stk. blev købt fra Bofors i 1938-39 (nogle af dem blev returneret til Sverige i 1940), 42 polsk-fremstillede kanoner blev leveret fra Tyskland i 1940-41 og 355 blev fremstillet af de lokale producenter Tampella og VTT (Valtion Tykkitehdas - Statens artillerifabrik) i 1939-41. Da Vinterkrigen begyndte i november 1939 havde den finske hær 98 kanoner af denne type. En kampvognsudgave blev også brugt i finske 6-tons kampvogne. Kanonen var stadig i den finske hærs lagre frem til 1986.

 Tyskland: Brugte polske kanoner, som var erobret i 1939 som 3,7 cm PaK 36(p) og danske kanoner som 3,7 cm PaK 157(d).

 Holland:12 eksemplarer blev bestilt fra Bofors i 1935. Senere blev yderligere 24 (eller flere) anskaffet. Alle disse blev anvendt i hollandske panservogne, 24 af Landsverk type L180 og L181 foruden 12 DAF Pantrado vogne. 

 Polen: Som wz.36. 300 kanoner blev anskaffet i Sverige og hundreder mere blev fremstillet af SMPzA (Stowarzyszenie Mechaników Polskich z Ameryki) i Pruszków, hvor af nogle blev eksporteret. Da 2. verdenskrig begyndte havde den polske hær 1.200 styk. En kampvognsudgave med betegnelsen wz.37, blev installeret i 7TP (enkelttårns version), 9TP (prototyper) og 10TP kampvogne. 111 af dem blev fremstillet inden krigen.

 Rumænien:556 stykker (tidligere polske) blev anskaffet fra Tyskland.

 Spanien: Nogle kanoner, som var anskaffet af republikanerne blev brugt under den spanske borgerkrig.

 Sverige: Indført i 1937 som 37 mm infanterikanon m/34. Moderniserede udgaver blev indført i 1938 som 37 mm pansarvärnskanon m/38 og 37 mm pansarvärnskanon m/38 F. Den sidste blev også fremstillet i en kampvognskanonudgave - 37 mm Kanon m/38 stridsvagn; den blev brugt i Landsverk Strv m/38, Strv m/39, Strv m/40 lette kampvogne og Strv m/41, en svensk udgave af den tjekkiske TNH lette kampvogn.

 Tyrkiet:

 Storbritannien: Et antal svenske m/34, som var bestilt af Sudan blev anvendt som Ordnance QF 37 mm Mk I.

 Sovjetunionen: Flere dusin polske kanoner faldt i sovjetiske hænder. Sent i 1941 blev disse kanoner udleveret til enheder i Den Røde Hær for at imødegå manglen på panserværnskanoner.

 Jugoslavien

## Eksterne kilder
- Bofors AT guns Arkiveret 27. april 2006 hos  Wayback Machine
- The Finnish Weapons Series: Bofors 37 mm AT Gun Arkiveret 3. marts 2016 hos  Wayback Machine
- Finnish Army 1918 - 1945, AT Guns: 37 PstK/36 Bofors
- Armament of Polish armoured vehicles 1918-39: 37 mm wz.36, wz.37 Arkiveret 1. marts 2016 hos  Wayback Machine